# Satanéřové z Drahovic

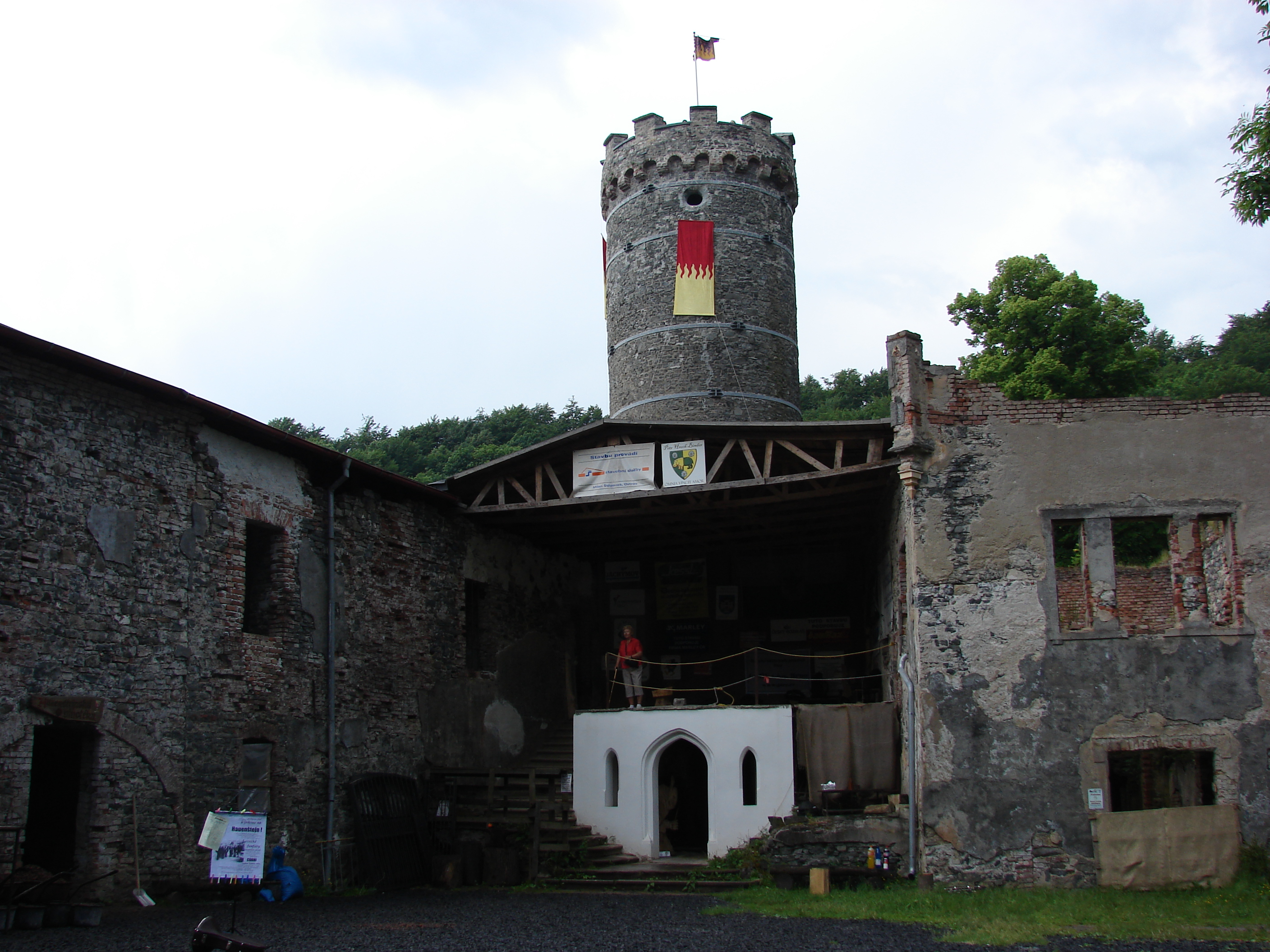
Hrad Hauenštejn

Satanéřové z Drahovic byli český šlechtický rod, jenž svůj predikát odvozoval od Drahovic, dnes části Karlových Varů. V držení měli převážně majetky na Loketsku. Prvním významnějším členem rodu byl Oldřich Satanéř, jenž je roku 1494 uváděn jako majitel hradu Himlštejn. V roce 1497 pak spolu se svým bratrem Václavem získal v léno Hauenštejn. Ten jim ovšem nepatřil příliš dlouho, protože v roce 1528 jej Oldřichovi synové předali Šlikům. V následujících letech ještě vlastnili různé statky v Poohří, ale protože byli evangelíky, museli odejít do exilu. Poslední zpráva Satanéřích pochází z roku 1623, kdy žili v Sasku. Další osudy rodu nejsou známy.